# Sociologie morale
La sociologie morale (ou sociologie de l'éthique) est un domaine de recherche sociologique, souvent proche de la philosophie, qui vise à étudier la dimension morale (ou éthique) des faits sociaux,,.
Largement présente chez les pères fondateurs de la discipline (Auguste Comte, Émile Durkheim, Max Weber) et dans la tradition américaine (Talcott Parsons, Harold Garfinkel), elle a connu une éclipse au cours du XXe siècle, à laquelle des auteurs tels que Georges Gurvitch, François Isambert, Paul Ladrière, Patrick Pharo, se sont efforcés de remédier.
Alimentée par des recherches sociologiques sur la médecine, la civilité, la justice, la religion, les relations internationales..., elle se développe aujourd'hui en liaison avec l'intérêt de certains philosophes pour les objets et les méthodes des sciences sociales.